# Beata Skowron-Mielnik
Beata Maria Skowron-Mielnik – polska ekonomistka, specjalistka nauk o zarządzaniu, prorektorka Uniwersytetu Ekonomicznego w Poznaniu.

## Życiorys
Beata Skowron-Mielnik w 1990 ukończyła studia magisterskie w zakresie organizacji i zarządzania na Akademii Ekonomicznej w Poznaniu. Tamże uzyskała stopień doktorki nauk ekonomicznych w dyscyplinie nauk o zarządzaniu na podstawie napisanej pod kierunkiem Jadwigi Majchrzak dysertacji Elastyczne formy czasu pracy w organizacjach gospodarczych. W 2012 na Uniwersytecie Ekonomicznym w Poznaniu otrzymała stopień doktorki habilitowanej nauk ekonomicznych, dyscyplina nauki o zarządzaniu, specjalność zarządzanie przedsiębiorstwem, przedstawiwszy osiągnięcie naukowe Elastyczna organizacja pracy w przedsiębiorstwie.
Od 1989 związana zawodowo z Akademią Ekonomiczną w Poznaniu (po zmianie nazwy – Uniwersytetem Ekonomicznym). Profesor uczelni w Katedrze Zarządzania Zasobami Przedsiębiorstwa. Prorektorka do spraw dydaktyki w kadencji 2024–2028.
Jej zainteresowania naukowe obejmują takie zagadnienia jak: organizacja pracy, w tym hybrydowej; elastyczna organizacja pracy; zarządzanie czasem pracy, rozwój kompetencji; interim management; zarządzanie zasobami ludzkimi.
Członkini Komitetu Nauk Organizacji i Zarządzania Polskiej Akademii Nauk oraz Polskiego Towarzystwa Ekonomicznego.